# Diocese de Taiohae o Tefenuaenata
A Diocese de Taiohae o Tefenuaenata (em latim: Dioecesis Taiohaënus seu Humanae Telluris; em francês: Diocèse de Taiohae ou Tefenuaenata) na Polinésia Francesa é uma diocese sufragânea da Arquidiocese de Papeete. Foi erguida como Vicariato Apostólico das Ilhas Marquesas em 1848 e elevada a Diocese de Taiohae em 1966. O nome foi mudado para o atual em 1974.

## Líderes
- François Baudichon (1848–1855)
- Ildefonse-René Dordillon (1855–1888)
- Rogatien-Joseph Martin (1892–1912)
- Pierre-Marie-David Le Cadre, SS.CC. (1920–1952)
- Louis-Bertrand Tirilly, SS.CC. (1953–1970)
- Hervé-Maria Le Cléac'h, SS.CC. (1973–1986) - bispo emérito
- Guy André Dominique Marie Chevalier (1986–2015) - bispo emérito
- Pascal Chang-Soï, SS.CC. (2015–)

## Fonte
- «Diocese of Taiohae o Tefenuaenata». Catholic-Hierarchy. Consultado em 11 de janeiro de 2007